# Sail-les-Bains
 Sail-les-Bains  es una población y comuna francesa, situada en la región de Ródano-Alpes, departamento de Loira, en el distrito de Roanne y cantón de La Pacaudière.

## Demografía
| 373 | 346 | 307 | 316 | 264 | 222 |
| Para los censos de 1962 a 1999 la población legal corresponde a la población sin duplicidades (Fuente: INSEE [Consultar]) |     |     |     |     |     |